# محوطه زیوا (۲)
محوطه زیوا (۲) مربوط به عصر مس - سده‌های اولیه دوران‌های تاریخی پس از اسلام است و در شهرستان دره‌شهر، بخش مرکزی، ۱/۲۵ کیلومتری غرب دهستان ارمو واقع شده و این اثر در تاریخ ۳۰ بهمن ۱۳۸۶ با شمارهٔ ثبت ۲۱۰۱۰ به‌عنوان یکی از آثار ملی ایران به ثبت رسیده است.